# Slow foxtrot

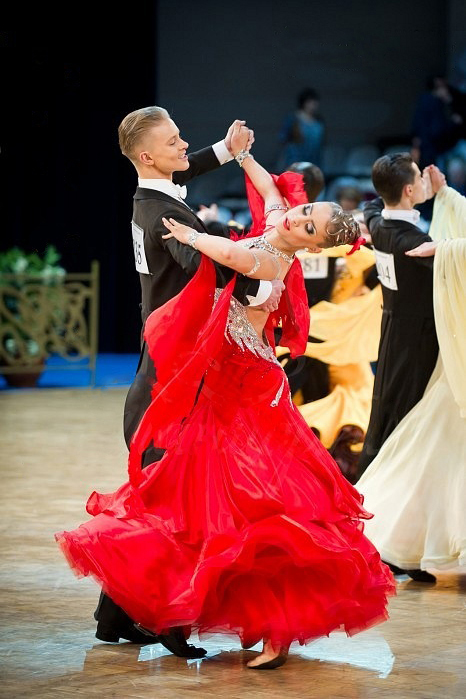
Competizione di danza sportiva con foxtrot

Lo slow foxtrot (abbreviato spesso in "slow fox") è una danza appartenente alla categoria delle danze standard.
Nasce negli stati uniti negli anni '20 e acquisisce grande popolarità negli anni '40.
Si presenta come versione lenta del foxtrot mantenendo un ritmo musicale di 4/4. 

## Esempi
Esempi di musica da slow foxtrot sono:
- "Blue Moon" del 1934
- "Night and Day" del 1932
- "Georgia on my Mind" del 1960

Grande compositore di questo genere Frank Sinatra.